# Cantharis rustica
Moine
Espèce
Cantharis rustica, le moine, est une espèce de coléoptères de la famille des cantharidés.

## Description
Il possède des élytres mous, peu striés et couverts de poils. Ses fémurs sont rouges et son pronotum est rouge-orangé avec une tache noire.
Il se différencie de Cantharis fusca par sa tache pronotale centrale et ses fémurs bicolores (noir et rouge).

## Noms
En français on l'appelle Téléphore de campagne, Cantharide rustique, Moine,

## Distribution
Abondant en Europe, de la France à l'Oural.

## Habitat
Clairières forestières, prairies et lisières.

## Alimentation
Cantharis rustica visite souvent les fleurs et est surtout attiré par les apiacées (ombellifères) bien qu'il s'agisse d'un insecte carnivore. Il se nourrit d'autres insectes floricoles.

## Cycle de vie
Visible principalement d'avril à juin, parfois dès le mois de mars et jusqu'en juillet,.